# W.A.S.P.
W.A.S.P. är ett amerikanskt heavy metal-band grundat 1982. Frontfiguren sedan starten är Blackie Lawless.
Bandet är känt för sin shockrock-image. Trots att musiken från början förknippas med 1980-talets glam metal-scen utvecklade W.A.S.P. snabbt en betydligt tyngre och mörkare stil än de övriga banden inom genren.
W.A.S.P. skapade stora rubriker när de besökte Sverige för tre spelningar i oktober 1984. Lawless gjorde sig känd för att kasta rått kött på publiken under konserterna.
Bandets akronym-mässiga namn kommenterades av Lawless i en intervju: ”We Ain't Sure, Pal”. I SVT:s Hårdrocksnatt berättade Lawless om namnet: "Vi ville ... ingenting. Vi vill ha ett farligt, kontroversiellt namn [...] Huvudsaken var att det var lite mystiskt."

## Historia
Blackie Lawless (Steven Duren) föddes i New York 1956. Hans uppväxt var stökig. När han fyllde fjorton år skickades han till militärskola för att lära sig disciplin. Lawless var nio år när han fick sin första gitarr och samma år tjänade han 16 dollar och 35 cent i sitt första band The Underside. När han var 16 år spelade han med ett östkustsband kallat Black Rabbit, och visade sina talanger på olika lokala barer. Ett annat tidigt band kallades Orfax Rainbow där han spelade en tid.

### Killer Kane
Efter att ha ersatt Johnny Thunders i New York Dolls och spelat med bandet i ett halvår, beslutade Lawless och Dolls-basisten Arthur Kane att lämna New York och åka till Los Angeles. De bildade bandet Killer Kane, och släppte en EP med låtarna Mr. Cool, Longhaired Woman och Don't Need You. Blackie är vid den här tiden känd som "Blackie Gooseman". Senare splittrades Killer Kane och Kane åkte tillbaka till New York medan Blackie stannade i L.A.

### Sister
År 1977 träffade Blackie Randy Piper och bildade bandet Sister, som var ett av de första banden att experimentera med ockulta symboler och ansiktsmålning. Nikki Sixx från Mötley Crüe spelade också i bandet ett tag. Blackie såg en bild av Chris Holmes i en Hustlertidning och kontaktade honom. Holmes var dock inte med i bandet särskilt länge. De andra medlemmarna var Jimi Image (1948–2017) på trummor och Joey Palermo på basgitarr.

### Circus Circus
Lawless startade sitt nästa band Circus Circus 1979, med Randy Piper med i bandet igen, tillsammans med Jimi Image och Joey Palermo. När inte Circus Circus slog igenom, lades även detta projekt ner. Circus Circus var aktivt från 1979 till 1981.

### W.A.S.P.

#### 1980-talet
Lawless och Piper höll kontakten och 1982 när Blackie kände att han hade tillräckligt med material för att skapa ett nytt band kontaktade han ånyo Piper. Chris Holmes och Tony Richards anslöt sig till bandet, som fick namnet W.A.S.P.. Blackie Lawless hittade Chris Holmes i en amerikansk porrtidning och det visade sig att han kunde spela gitarr också. Chris Holmes arbetade på en kärnvapenbas och fick sparken därifrån för att ha skrivit "fuck war" på en silo. Man började spela live, första gången skedde det på The Woodstock i Orange County, och i maj 1983 lyckades de sälja ut Santa Monica Civic Hall på 3000 personer, vilket följdes av ett par slutsålda spelningar på The Troubador. I slutet av 1983 åkte Iron Maidens manager Rod Smallwood för att se bandet. Han blev extremt imponerad av musiken och scenshowerna. De fick ett kontrakt med Capitol Records i början av 1984 och började spela in sin debutskiva W.A.S.P.. Samma år blev bandet uppmärksammat i Svar Direkt som sändes i SVT1. Då fick bl.a. tidningsredaktören Anders Tengner stå till svars för mycket av den kultur som W.A.S.P. stod för. En av de som gick hårdast till angrepp mot Tengner var nöjesjournalisten Lasse Råde. Råde blev bl.a. upprörd över att Anders Tengner kunde ge ett löfte att W.A.S.P. skulle bli "nästa jättepryl".
Bandets debutsingel "Animal (Fuck Like a Beast)" var inte med på debutalbumet som det först var menat eftersom den hade blivit bannlyst av stora affärskedjor. Capitol planerade att släppa singeln i Europa i en svart plastpåse med ett varningsmärke på. I augusti 1984 släpptes albumet W.A.S.P. följt av singeln I Wanna Be Somebody påföljande månad. Strax innan turnén i Storbritannien hoppade trummisen Richards av bandet och ersattes av Steve Riley. Efter turnén släpptes singeln School Daze.
I maj 1985 började arbetet med det andra albumet, The Last Command. Bandet åker på turné utan blod och råa scenshower och öppnar för stora band som Kiss. Albumet släpptes i september, och singeln Blind in Texas släpptes i oktober. Under den här tiden inträffade två stora saker för bandet. Först lämnade Randy Piper bandet och ersattes med före detta King Kobra-basisten Johnny Rod, vilket innebar att Lawless kunde byta tillbaka och spela kompgitarr. Bandet inledde dessutom en strid med P.M.R.C. (Parents Music Resource Center) som försökte stoppa W.A.S.P.:s musik, på grund av dess våldsamma budskap.
Sommaren 1986 tillbringade de i L.A. och spelade in ett nytt album, med planer på att återvända till Europa och göra en höstturné. Deras första singel 9.5 - N.A.S.T.Y. släpptes i september, och turnén inleddes i oktober. Under turnén släppte de sitt tredje album Inside the Electric Circus. Före starten av deras brittiska turné flög W.A.S.P. till London några dagar tidigare för att framträda live på Town And Country Club för en BBC2 special kallad Rock Around The Clock. Deras vanliga avslutning med Blackies Cod Piece som exploderade i ett regn av gnistor ansågs vara opassande och filmades inte. Också under den här tiden var det bombhot mot arenor där W.A.S.P. spelade, och Blackie hotades till livet med gevärsskott.
1987 var W.A.S.P. listat som femte på Monsters Of Rock Festival på Castle Donnington i England, huvudartist var Bon Jovi. Deras show inkluderade återkomsten av deras Torture Ritual. Veckan före festivalen släpptes singeln Scream Until You Like It, vinjettmelodi till skräckfilmen Ghoulies 2. Efter detta släpptes bandets fjärde skiva Live...In The Raw.
I slutet av året fullbordade bandet sitt femte album The Headless Children i Baby O Studios L.A. Före inspelningen lämnade Steve Riley bandet, och Frankie Banali från Quiet Riot lånades in för att spela in albumet medan trummisar som Kelly Martella och Glen Söderling gjorde diverse framträdanden med bandet innan albumsläppet inklusive Donington-spelningen. Detta album hade bättre ljud än alla tidigare album och uppnådde bandet högsta listplacering någonsin i USA. Ken Hensley, Uriah Heep spelade keyboard på vissa låtar på albumet.
Singeln Mean Man släpptes i februari 1989 och blev bandets första topp 30 i Storbritannien. Albumet släpptes i april 1989, och bandet planerade att göra en turné den månaden, men bandets misslyckande gjorde att turnén sköts upp till maj, när Frankie hade turnerat färdit med Quiet Riot och kunde turnera med W.A.S.P. Deras brittiska turné med Zed Yago var färdig i slutet av maj. Också i maj släpptes singeln The Real Me (en cover på The Who). Singeln Forever Free släpptes också och hamnade på plats nummer 25 på U.K. topplistan. Rykten började nu spridas att Chris Holmes har lämnat bandet, vilket senare bekräftades. Blackie meddelar att han arbetar på ett nytt projekt, ett konceptalbum, som skulle kallas The Crimson Idol.

#### 1990-talet

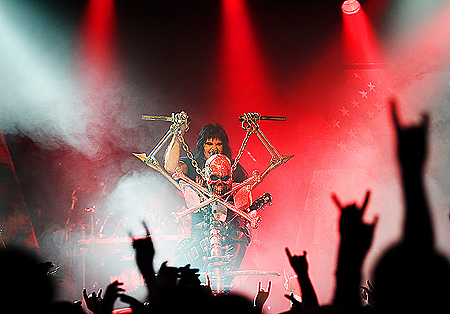
Blackie Lawless vid en konsert i Stavanger 2006.

I mars 1992 utgavs singeln Chainsaw Charlie (Murders in the New Morgue) (första singeln på 3 år), följt av albumet The Crimson Idol i juni. Albumet hade spelats in i Blackies Fort Apache Studios och skrevs och producerades av honom själv. Frankie Banali lämnade bandet under inspelningen och Stet Howland tog över på trummor, Johnny Rod spelar inte på albumet men spelade på turnén. Bob Kulick spelade gitarr på albumet. I augusti 1992 spelade W.A.S.P. på Castle Donington på Monsters of Rock-festivalen, huvudartist var Iron Maiden, och efter det följde en turné. Turnésättningen bestod av Blackie Lawless, Johnny Rod, Stet Howland och Doug Blair.
Singeln Sunset and Babylon släpptes i oktober 1993, följt av albumet First Blood...Last Cuts samma månad. Under den här tiden meddelade Blackie att han har slutat med W.A.S.P. för att starta en solokarriär. Blackie skrev ett nytt kontrakt med Castle Records och i juni 1995 släpptes albumet Still Not Black Enough, fortfarande under namnet W.A.S.P. Blackie sade att under tiden han börjat skriva albumet, hade han menat att lägga W.A.S.P. bakom sig, men när albumet började bli färdigt såg han att låtarna var i klassisk W.A.S.P.-stil och det kändes naturligt att kalla det ett W.A.S.P.-album, någonting annat hade inte blivit verkligt för alla W.A.S.P.-fans. W.A.S.P. turnerade inte men Blackie gjorde personliga framträdanden.
I mars 1997 gavs Kill Fuck Die ut genom Raw Power. Albumet har ett mycket mörkare tema, och Chris Holmes spelar återigen gitarr. Stet Howland är också i bandet och Mike Duda är den nya basisten. Bandet turnerar och scenshowen är värre än nånsin. Blackie skriver ett nytt kontrakt med CMC International Records och Blackie vinner en rättegång mot Capitol och han får full kontroll över alla tidigare W.A.S.P.-album. Han släpper dem på nytt med B-sidor och livelåtar.
Double Live Assassins utgavs i februari 1998, det här är ett livealbum som spelades in under Kill Fuck Die-världsturnén 1997. I maj 1999 släpptes albumet Helldorado följt av en europeisk turné. Efter att ha avslutat Europaturnén ställer Blackie in USA-turnén på grund av en skada. I februari 2000 inleds Helldoradoturnén i USA, en Best of-CD The Best Of The Best släpptes i mars och innehåller klassiker som Animal, Love Machine och Wild Child. Det var också 2 extra låtar på albumet, en version av Elton Johns Saturday Nights Alright For Fighting samt en ny låt Unreal.

#### 2000-talet

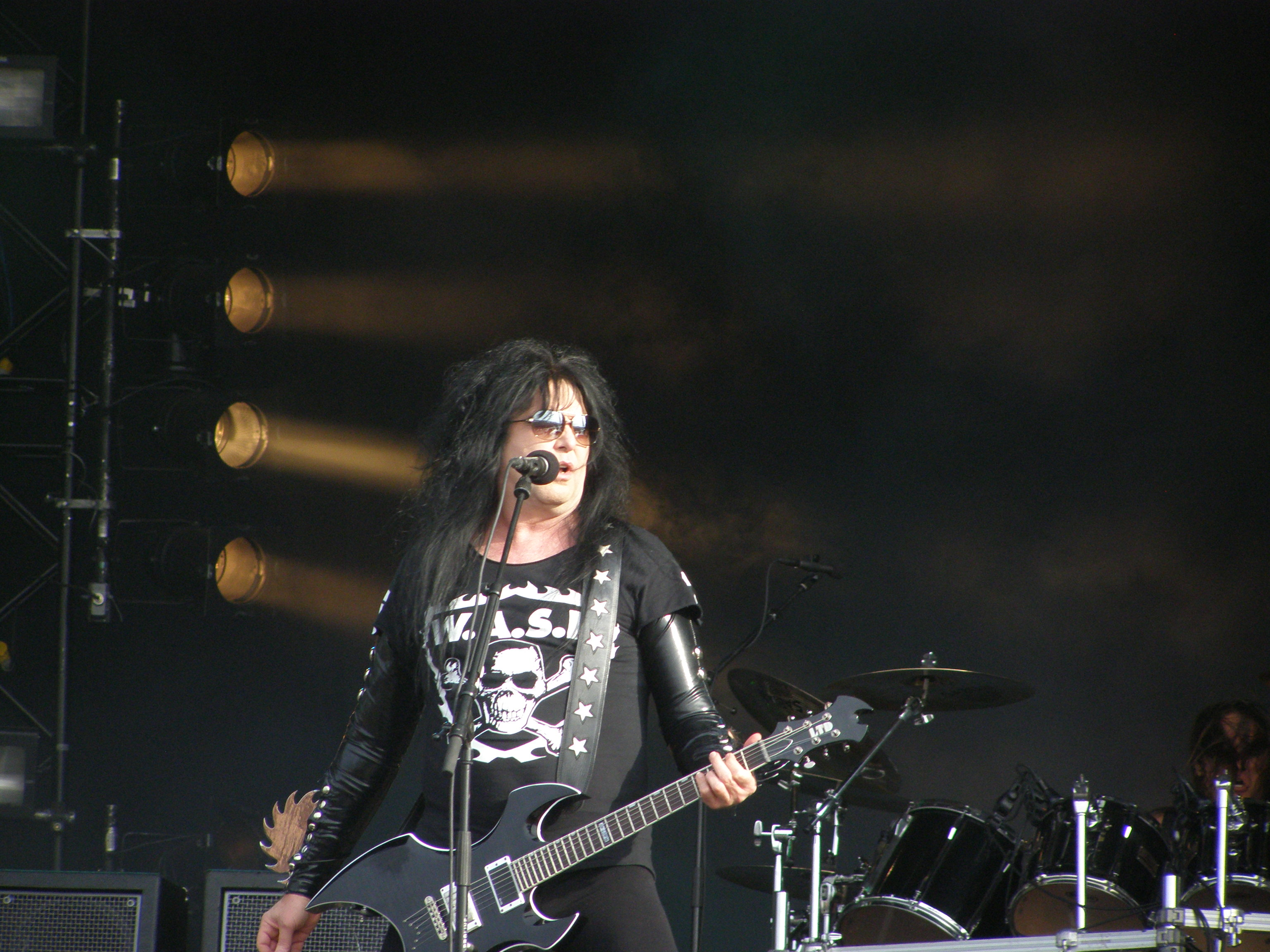
Blackie Lawless uppträder med W.A.S.P.

Bandet spelade en konsert på The Key Club i Los Angeles den 22 april 2000. Den här konserten sändes live över hela världen via internet. Det här var en historisk händelse i W.A.S.P.:s historia, och fans från hela världen tittade tillsammans på samma konsert. I maj 2000 deltog W.A.S.P. i en välgörenhetsshow där alla biljettintäkter gick till T.J. Mashal Foundation. Andra band var Great White och Megadeth. Delar av den här konserten filmades också för en Hollywoodfilm. I oktober 2000 släpptes The Sting, ett livealbum av konserten från The Key Club. W.A.S.P. släppte Unholy Terror genom Metal-Is i början av april 2001. Den spelades in i Los Angeles av Blackie Lawless. Unholy Terror handlar om många problem som Blackie ser i världen, och han har aldrig varit rädd för att kommentera dessa problem i sina låtar. De spelade på några Europeiska festivaler i juni, juli och augusti innan de åkte till USA för att genomföra en höstturné.
Den 11 juni 2002 släppte W.A.S.P. albumet Dying For The World. Med Blackie på gitarr och sång, Frankie Banali på trummor, Mike Duda på bas och nya gitarristen Darrell Roberts. Albumet var inspirerat av brev som Blackie fick från soldater som stred i Gulfkriget. Soldaterna skrev till mig och berättade att de gick ut i strid efter att ha lyssnat på låtar som Animal berättar Blackie. Under 2004 släppte bandet ett nytt konceptalbum, The Neon God i två delar; The Rise och The Demise. Bandets 13 album, Dominator, släpptes under 2007. Babylon, ett konceptalbum inspirerat av Uppenbarelseboken, släpptes i oktober 2009. Bandets kommande album ska heta Golgotha, av klippan som Jesus korsfästes på, och släppas i början av 2015.

## Medlemmar
Nuvarande medlemmar
- Blackie Lawless – gitarr (1982, 1986– ), sång (1982– ), basgitarr (1983–1986, 1989–1992, 1993–1996), keyboard (1992– )
- Doug Blair – sologitarr, bakgrundssång (1992–1993, 2001, 2006– )
- Mike Duda – basgitarr, bakgrundssång (1996– )

Tidigare medlemmar
- Rik Fox – basgitarr (1982)[7]
- Don Costa – basgitarr (1982)
- Tony Richards – trummor (1982–1984)
- Randy Piper – kompgitarr (1982–1986)
- Chris Holmes – sologitarr (1982–1989, 1997–2001)
- Steve Riley – trummor (1984–1987)
- Johnny Rod – basgitarr (1986–1989, 1992–1993)
- Glenn "Tripp Holland" Soderling – trummor (1987)[8]
- Frankie Banali – trummor (1989–1995, 2001–2004)
- Stet Howland – trummor (1991–2001, 2004–2006)
- David Chirico – gitarr (1993)
- Darrell Roberts – sologitarr (2001–2006)
- Mike Dupke – trummor (2006–2015)
- Mark Zavon – gitarr (2006)

Bidragande musiker (studio/live)
- Bob Kulick – gitarr (1992, 1995) (studio)
- Ken Hensley – keyboard (1989) (studio)
- Patrick Johansson – trummor (2006) (live)

## Diskografi

### Studioalbum
- 1984 – W.A.S.P.
- 1985 – The Last Command
- 1986 – Inside the Electric Circus
- 1989 – The Headless Children
- 1992 – The Crimson Idol
- 1995 – Still Not Black Enough
- 1997 – Kill Fuck Die
- 1999 – Helldorado
- 2001 – Unholy Terror
- 2002 – Dying for the World
- 2004 – The Neon God: Part 1 – The Rise
- 2004 – The Neon God: Part 2 – The Demise
- 2007 – Dominator
- 2009 – Babylon
- 2015 – Golgotha
- 2018 – Reidolized: The Soundtrack to The Crimson Idol

### Livealbum
- 1987 – Live...In The Raw
- 1998 – Double Live Assassins
- 2000 – The Sting: Live at the Key Club L.A.

### EP
- 1987 – Live...Animal

### Singlar
- 1984 - Animal (F**k Like a Beast) / Show No Mercy
- 1984 - I Wanna Be Somebody / Tormentor
- 1984 - School Daze / Paint It Black
- 1986 - 95-Nasty / Easy Living / Flesh and Fire
- 1986 - I Don't Need No Doctor
- 1986 - Wild Child
- 1987 - Blind in Texas
- 1987 - I Don't Need No Doctor / Widowmaker [live]
- 1987 - Scream Until You Like It / Shoot From the Hip
- 1988 - Live Animal (Fuck Like a Beast)
- 1989 - The Real Me
- 1989 - Mean Man / Locomotive Breath
- 1989 - Forever Free / Love Machine (live)
- 1992 - Hold On to My Heart
- 1992 - I Am One
- 1992 - The Idol
- 1992 - The Story of Jonathan Part I & II (Prologue to "The Crimson Idol")
- 1992 - Chainsaw Charlie (Murders in the New Morgue) / Phantoms in the Mirror
- 1993 - Sunset & Babylon
- 1995 - Black Forever
- 1997 - Kill Fuck Die
- 2000 - Saturday Night's Alright for Fighting / Unreal
- 2009 - Crazy

### Samlingsalbum
- 1993 - First Blood...Last Cuts
- 2000 - Best of the Best 1984-2000 (2xCD)
- 2000 - The Last Command + W.A.S.P. + The Headless Children
- 2002 - 'W.A.S.P' & 'The Last Command'
- 2003 - The Headless Children & Inside the Electric Circus
- 2005 - The Sting / Helldorado
- 2007 - The Best Of The Best

### Demoer
- 1982 - Demo 1982
- 1982 - Face the Attack
- 1983 - Demo 1983 #1
- 1983 - Demo 1983 #2
- 1984 - The First Album Rehearsal Demos

### Bootleg
- 1998 - Business The American Way

### Video
- 1984 - Live at the Lyceum, London (VHS)
- 1986 - Inside the Electric Circus Tour (VHS)
- 1988 - Videos...in the Raw (VHS)
- 1993 - First Blood Last Visions (VHS)
- 2001 - The Sting - Live at the Key Club, L.A. (DVD)